# Irigny
Irigny – miejscowość i gmina we Francji, w regionie Owernia-Rodan-Alpy, w departamencie Rodan.
Według danych na rok 1990 gminę zamieszkiwało 7955 osób, a gęstość zaludnienia wynosiła 900 osób/km² (wśród 2880 gmin regionu Rodan-Alpy Irigny plasuje się na 93. miejscu pod względem liczby ludności, natomiast pod względem powierzchni na miejscu 1216.).

## Galeria

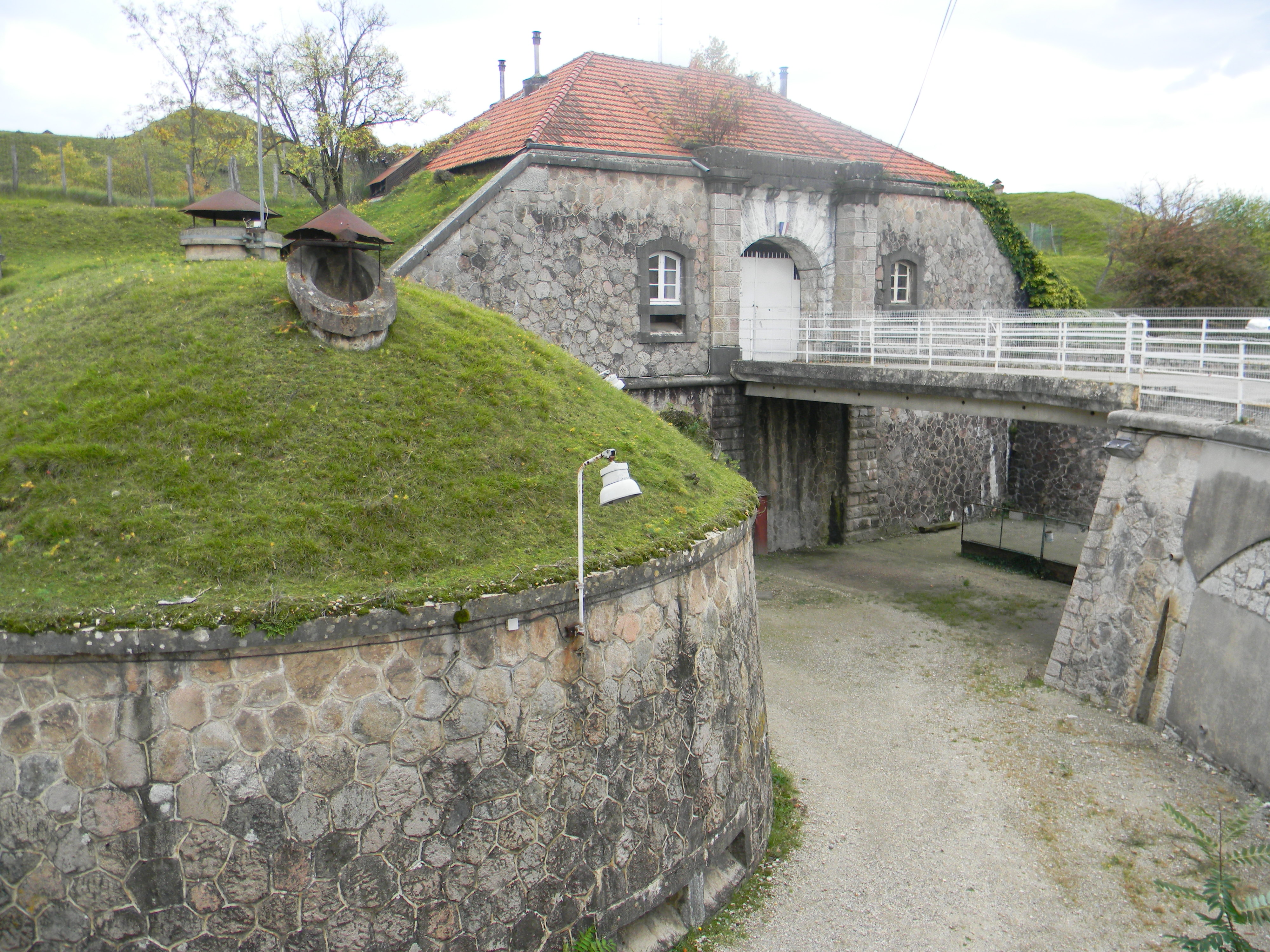
Fortyfikacja w Irigny, 2011
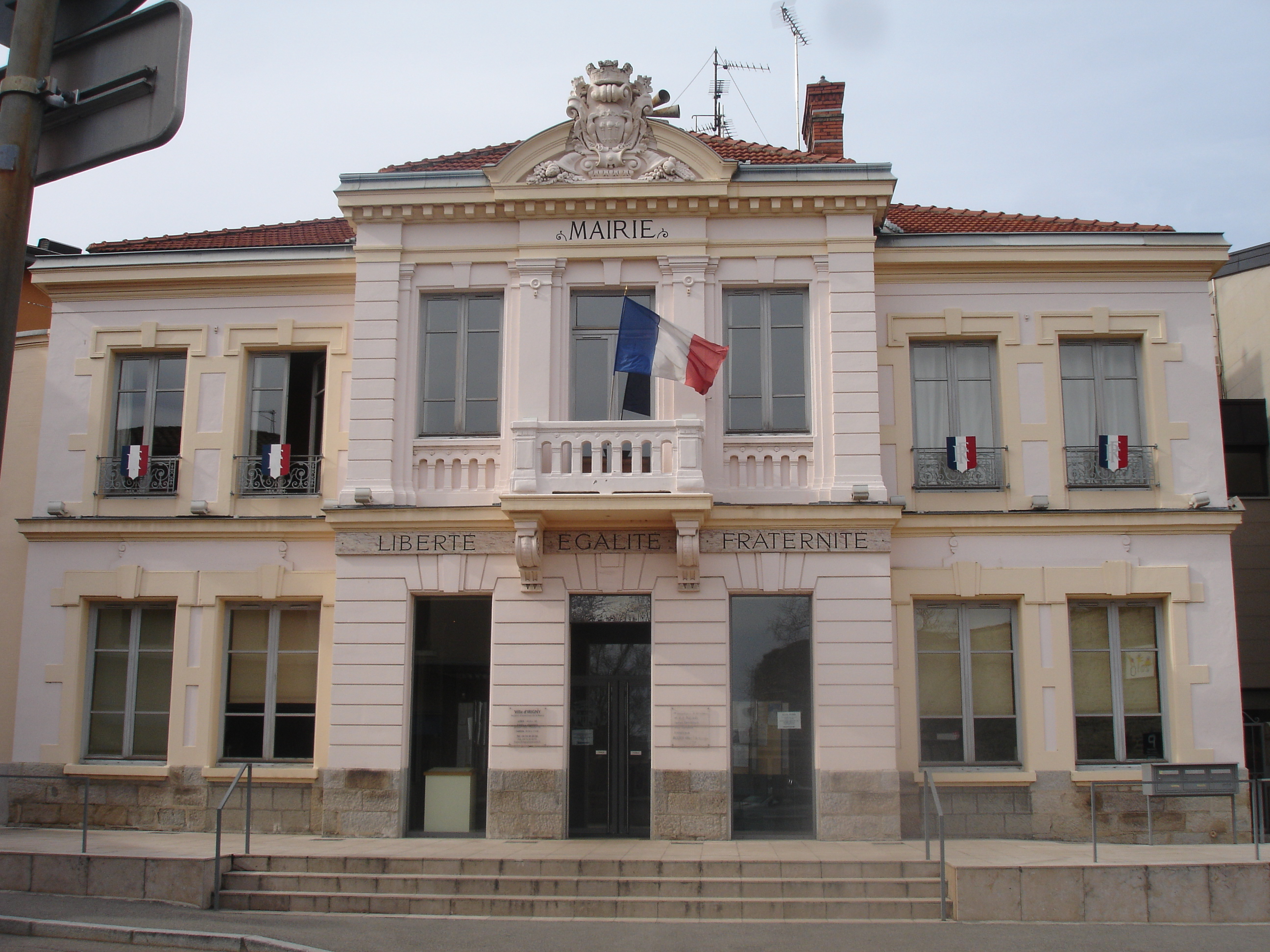
Ratusz w Irigny, 2010
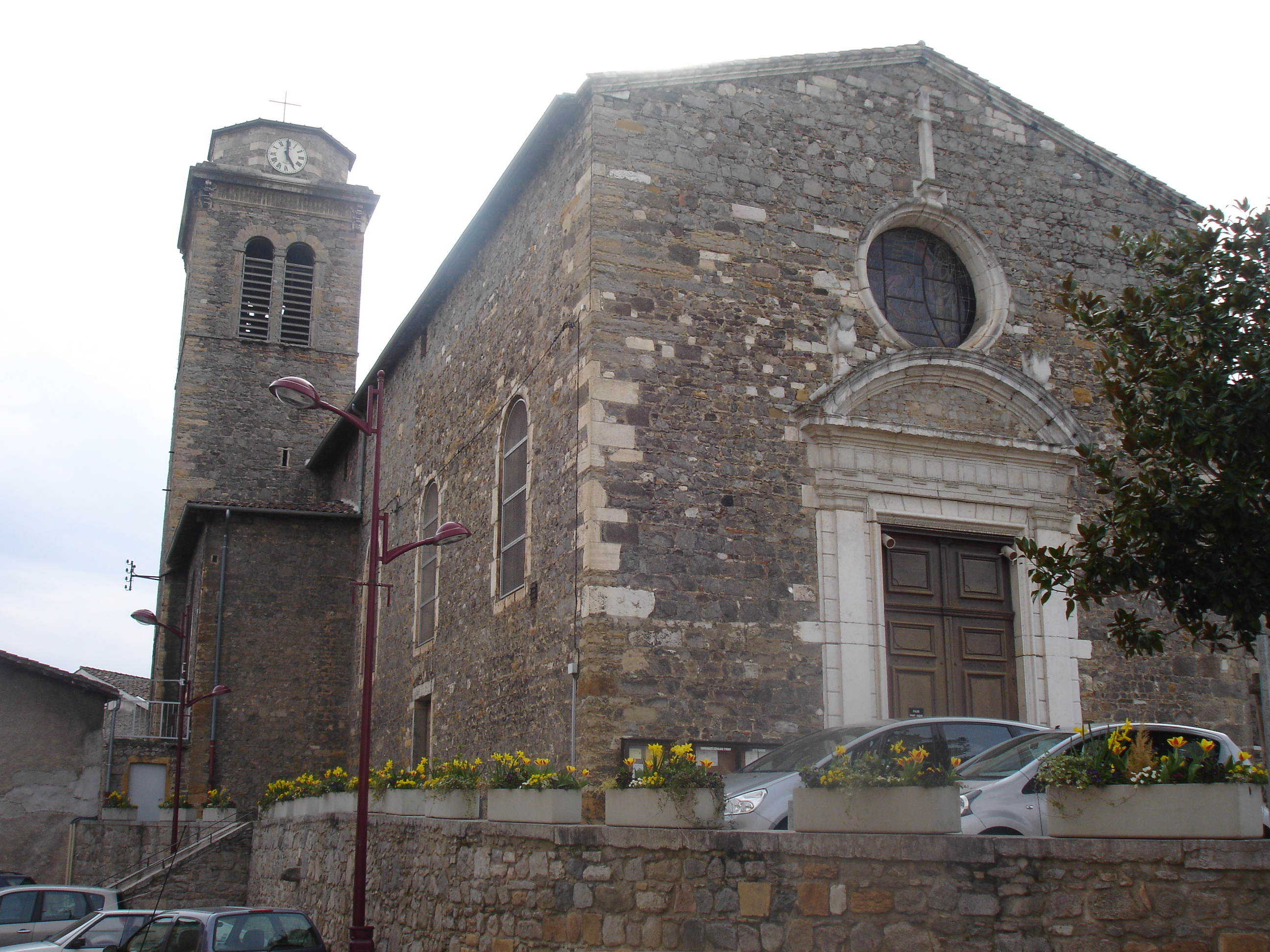
Kościół w Irigny, 2010
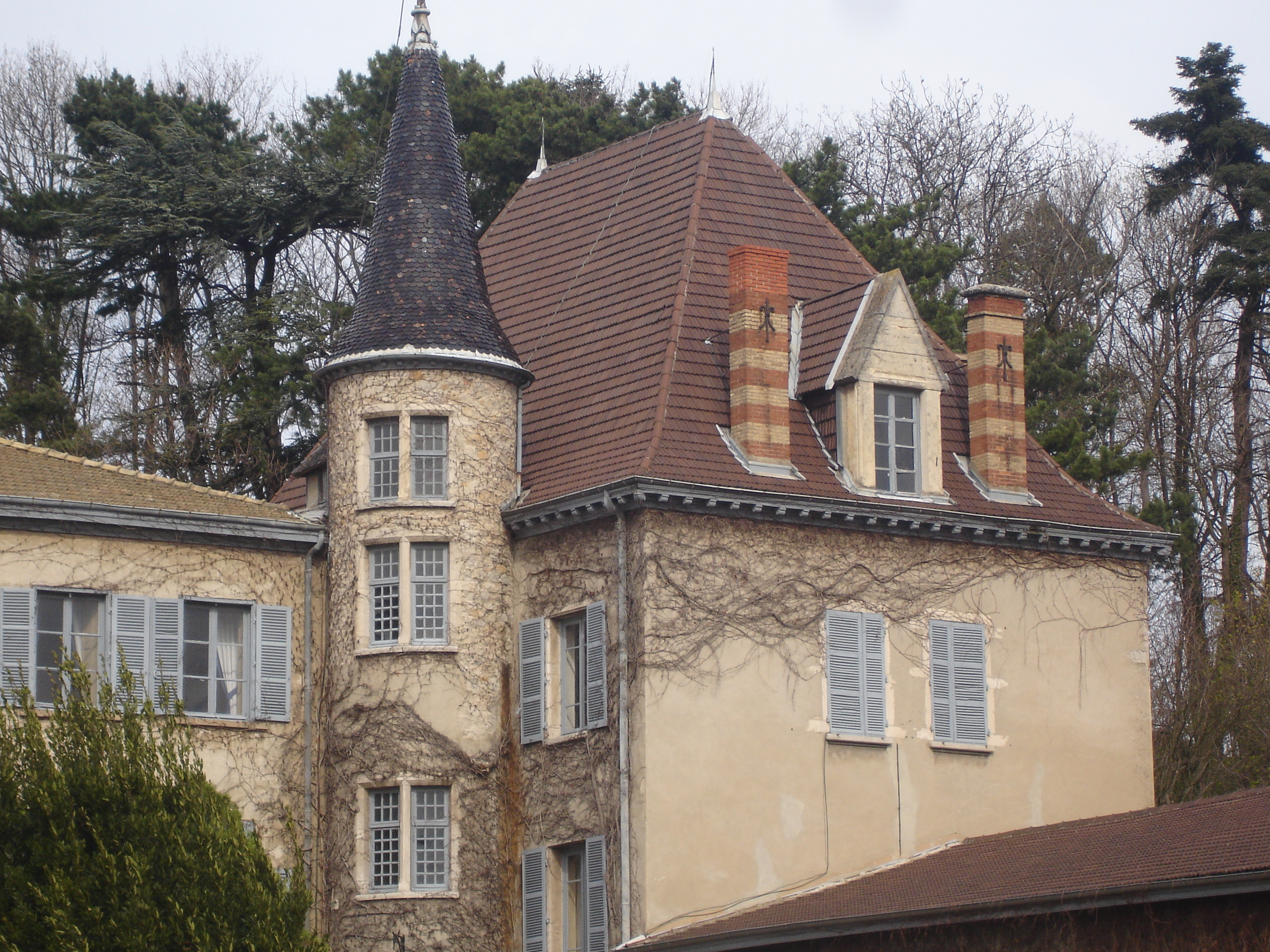
Zamek w Irigny, 2010